# Yasuhiro Hato
Yasuhiro Hato (jap. 波戸 康広, Hato Yasuhiro; * 4. Mai 1976 in Seidan (heute: Minami-Awaji), Präfektur Hyōgo) ist ein ehemaliger japanischer Fußballspieler.

## Nationalmannschaft
2001 debütierte Hato für die japanische Fußballnationalmannschaft. Hato bestritt 15 Länderspiele. Mit der japanischen Nationalmannschaft qualifizierte er sich für die Konföderationen-Pokal 2001.

## Errungene Titel
- J. League: 2003, 2004
- Kaiserpokal: 1998
- J. League Cup: 2001